# Tomáš Cibulec
Tomáš Cibulec, né le 15 janvier 1978 à Havířov, est un joueur de tennis professionnel tchèque. Il a consacré sa carrière au double.
Sa meilleure performance est une demi-finale atteinte à Roland-Garros en compagnie de Leander Paes en 2002.

## Palmarès

### Titres en double messieurs
| No | Date       | Nom et lieu du tournoi                       | Catégorie   | Dotation  | Surface      | Partenaire   | Finalistes                        | Score         |          |
| -- | ---------- | -------------------------------------------- | ----------- | --------- | ------------ | ------------ | --------------------------------- | ------------- | -------- |
| 1  | 24-07-2000 | Tournoi de tennis de Saint-Marin Saint-Marin | Int' Series | 325 000 $ | Terre (ext.) | Leoš Friedl  | Gastón Etlis Jack Waite           | 7-61, 7-5     |          |
| 2  | 24-02-2003 | Copenhagen Open Copenhague                   | Int' Series | 355 000 $ | Dur (int.)   | Pavel Vízner | Michael Kohlmann Julian Knowle    | 7-5, 5-7, 6-2 |          |
| 3  | 14-07-2003 | MercedesCup Stuttgart                        | Series Gold | 665 000 $ | Terre (ext.) | Pavel Vízner | Ievgueni Kafelnikov Kevin Ullyett | 3-6, 6-3, 6-4 | Parcours |

### Finales en double messieurs
| No | Date       | Nom et lieu du tournoi                           | Catégorie   | Dotation  | Surface         | Vainqueurs                         | Partenaire   | Score          |          |
| -- | ---------- | ------------------------------------------------ | ----------- | --------- | --------------- | ---------------------------------- | ------------ | -------------- | -------- |
| 1  | 31-12-2001 | Tata Open Chennai                                | Int' Series | 375 000 $ | Dur (ext.)      | Mahesh Bhupathi Leander Paes       | Ota Fukárek  | 5-7, 6-2, 7-5  | Parcours |
| 2  | 06-01-2003 | Heineken Open Auckland                           | Int' Series | 322 000 $ | Dur (ext.)      | David Adams Robbie Koenig          | Leoš Friedl  | 7-65, 3-6, 6-3 |          |
| 3  | 27-01-2003 | Breil Milano Indoor Milan                        | Int' Series | 355 000 $ | Moquette (int.) | Petr Luxa Radek Štěpánek           | Pavel Vízner | 6-4, 7-64      |          |
| 4  | 10-02-2003 | Open 13 Marseille                                | Int' Series | 475 000 $ | Dur (int.)      | Sébastien Grosjean Fabrice Santoro | Pavel Vízner | 6-1, 6-4       | Parcours |
| 5  | 17-05-2004 | International Raiffeisen Grand Prix Sankt Pölten | Int' Series | 355 000 $ | Terre (ext.)    | Mariano Hood Petr Pála             | Leoš Friedl  | 3-6, 7-5, 6-4  |          |
| 6  | 07-06-2004 | Gerry Weber Open Halle (Westf.)                  | Int' Series | 767 000 $ | Gazon (ext.)    | Leander Paes David Rikl            | Petr Pála    | 6-2, 7-5       | Parcours |
| 7  | 13-06-2005 | Ordina Open Bois-le-Duc                          | Int' Series | 355 000 $ | Gazon (ext.)    | Cyril Suk Pavel Vízner             | Leoš Friedl  | 6-3, 6-4       |          |
| 8  | 08-10-2007 | Kremlin Cup Moscou                               | Int' Series | 975 000 $ | Dur (int.)      | Marat Safin Dmitri Toursounov      | Lovro Zovko  | 6-4, 6-2       | Parcours |

## Résultats en Grand Chelem

### En double
| Année | Open d'Australie         | Open d'Australie                   | Roland-Garros               | Roland-Garros                 | Wimbledon             | Wimbledon                         | US Open                | US Open                       |
| ----- | ------------------------ | ---------------------------------- | --------------------------- | ----------------------------- | --------------------- | --------------------------------- | ---------------------- | ----------------------------- |
| 1999  | -                        | -                                  | -                           | -                             | -                     | -                                 | 1er tour Albert Portas | Pablo Albano Tomás Carbonell  |
| 2000  | -                        | -                                  | -                           | -                             | 1er tour Leoš Friedl  | Alex O'Brien Jared Palmer         | 1er tour Leoš Friedl   | Paul Hanley Nathan Healey     |
| 2001  | 2e tour Leoš Friedl      | Waynes Arthurs Nenad Zimonjić      | Quart de finale Leoš Friedl | Mahesh Bhupathi Leander Paes  | 2e tour Leoš Friedl   | Chris Haggard Tom Vanhoudt        | 2e tour Leoš Friedl    | Waynes Arthurs Michael Hill   |
| 2002  | 3e tour Daniel Vacek     | Julien Boutter Arnaud Clément      | Demi-finale Leander Paes    | Mark Knowles Daniel Nestor    | 2e tour Leoš Friedl   | Mark Knowles Daniel Nestor        | 1er tour Leoš Friedl   | Justin Gimelstob Jeff Tarango |
| 2003  | 2e tour David Škoch      | Ota Fukárek Petr Luxa              | 3e tour Pavel Vízner        | Lucas Arnold Ker Mariano Hood | 1er tour Pavel Vízner | Dominik Hrbatý André Sá           | 2e tour Pavel Vízner   | Petr Luxa David Škoch         |
| 2004  | 1er tour Leander Paes    | Juan Ignacio Chela Óscar Hernández | 2e tour Petr Pála           | Yves Allegro Michael Kohlmann | 1er tour Petr Pála    | Olivier Rochus Xavier Malisse     | 1er tour David Škoch   | Lucas Arnold Ker Mariano Hood |
| 2005  | 1er tour Dominik Hrbatý  | Wayne Arthurs Paul Hanley          | 2e tour Mariusz Fyrstenberg | Mark Knowles Daniel Nestor    | 1er tour David Rikl   | Rafael Nadal Feliciano López      | 1er tour Jiří Novák    | Jonathan Erlich Andy Ram      |
| 2006  | 1er tour Petr Pála       | Jarkko Nieminen Robert Lindstedt   | 1er tour Jaroslav Levinský  | Travis Parrott Vincent Spadea | 1er tour Jiří Novák   | Max Mirnyi Jonas Björkman         | 1er tour Łukasz Kubot  | Chris Haggard Bobby Reynolds  |
| 2007  | 2e tour Rainer Schüttler | Alexander Waske Andrei Pavel       | 2e tour Jordan Kerr         | Lukáš Dlouhý Pavel Vízner     | 1er tour Jordan Kerr  | Lukáš Dlouhý Pavel Vízner         | 1er tour Cyril Suk     | Robert Kendrick Sam Querrey   |
| 2008  | 1er tour Lovro Zovko     | Kevin Ullyett Eric Butorac         | 1er tour Tomas Behrend      | José Acasuso Sebastián Prieto | 1er tour Ivo Minář    | Feliciano López Fernando Verdasco | -                      | -                             |

Sous le résultat, le partenaire ; à droite, l'ultime équipe adverse.